# Махкамов, Илхом Рустамович
Илхом Рустамович Махкамов (узб. Ilhom Rustamovich Maxkamov; род. в 1979 году, Ташкент, Узбекская ССР, СССР) — узбекский государственный деятель, c 22 февраля 2021 года министр транспорта Республики Узбекистан.

## Биография
Илхом Махкамов родился в 1979 году в городе Ташкент.
Имеет степень бакалавра и магистра экономики, техники и маркетинга Ташкентского автомобильного института. Учился в Академии государственного и социального строительства при Президенте Республики Узбекистан по направлению основы и принципы рыночной экономики.
Трудовую деятельность Илхом Махкамов начал главным специалистом бухгалтерии Департамента землепользования хокимията города Ташкент, а затем занимал должность начальника управления. В последующие годы занимал ряд руководящих должностей в ГУП «Сувсоз» от заместителя главного технолога до управляющего. Одновременно занимал должности генерального директора Ташкентской областной ассоциации ЖКХ, генерального директора агентства «Узкоммунхизмат», начальника информационно-аналитического управления ЖКХ, транспорта, капитального строительства и строительной отрасли Кабинета Министров Республики Узбекистан.
В 2019 году назначен первым заместителем министра транспорта Республики Узбекистан, а в январе 2020 года был освобождён от должности и назначен исполняющем обязанности первого заместителя министра транспорта. 30 октября 2020 года постановлением Кабинета министров Узбекистана становится исполняющим обязанности министра транспорта Узбекистана. Ранее эту должность занимал Элёр Ганиев, который 7 августа 2020 года освобождён от должности.
22 февраля 2021 году президент Узбекистана Шавкат Мирзиёев подписал указ о назначении Илхома Махкамова министром транспорта Узбекистан. 23 февраля 2021 года он возглавил компанию «Uzbekistan Airways».

## Награды
- Нагрудной знак «Туризм фидойиси» (сентябрь 2020)[6]